# الكسندر دافيدوف
الكسندر دافيدوف (الروسية: Давыдов, Александр Сергеевич) (و. 1912 – 1993 م) هو فيزيائي سوفيتي - أوكراني وأستاذ جامعي ولد في إيفباتوريا في عهد الإمبراطورية الروسية. تخرج دافيدوف من جامعة موسكو الحكومية في عام 1939. شغل من عام 1963 حتى 1990 منصب مدير معهد الفيزياء النظرية بأكاديمية العلوم الأوكرانية.
توفي في كييف ، عن عمر يناهز 81 عاماً.

## التعليم
تعلم في جامعة موسكو الحكومية

## جوائز
حصل على جوائز منها:
- وسام لينين
- وسام "العمل الشجاع في الحرب الوطنية العظمى 1941-1945
- Medal "For Labour Valour"
- بطل العمل الاشتراكي
- State Prize of Ukraine in Science and Technology.